# 出前機

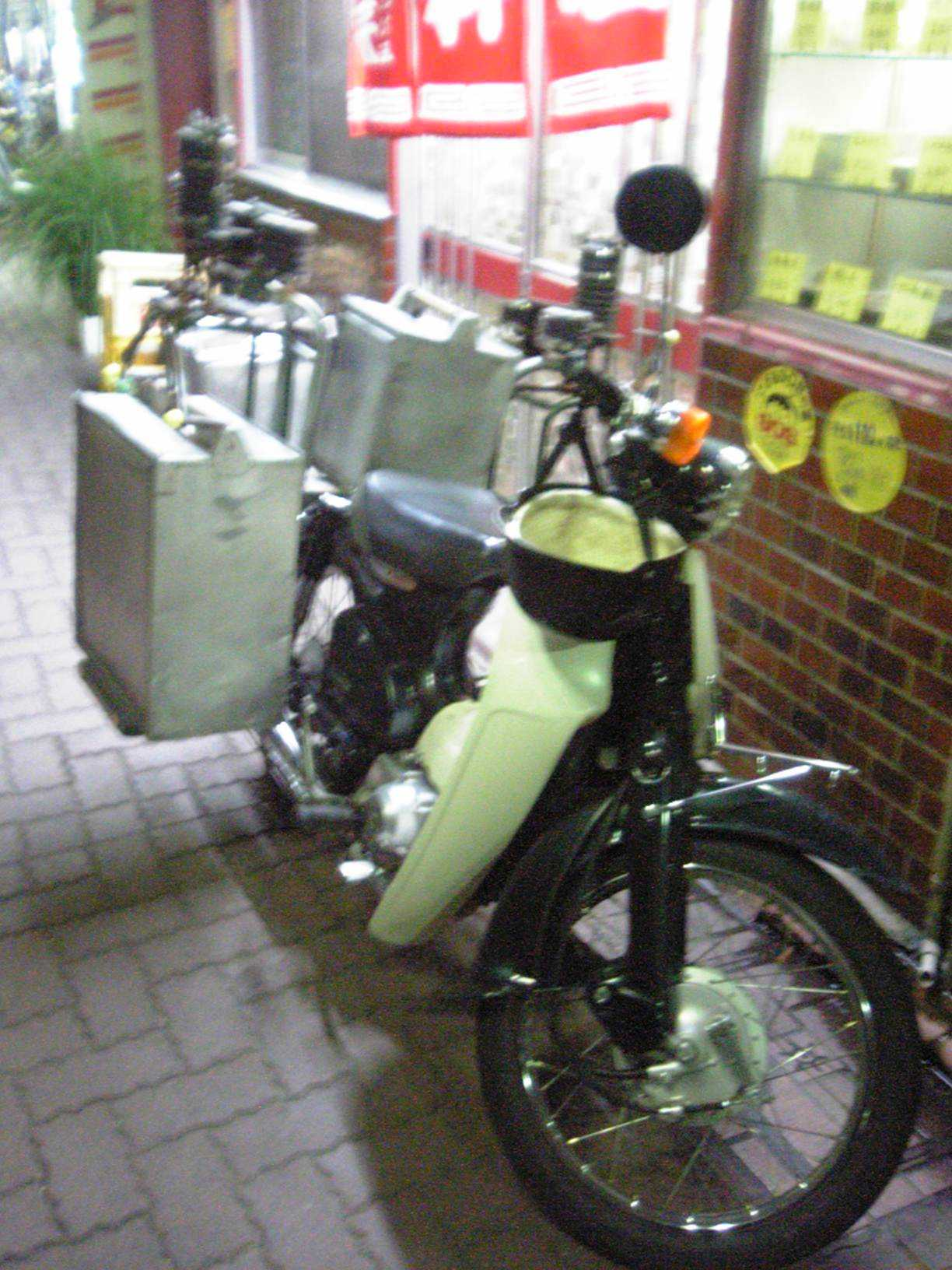
荷台に出前機を装備したオートバイ。車体は傾いているが岡持ちは鉛直を保っている。

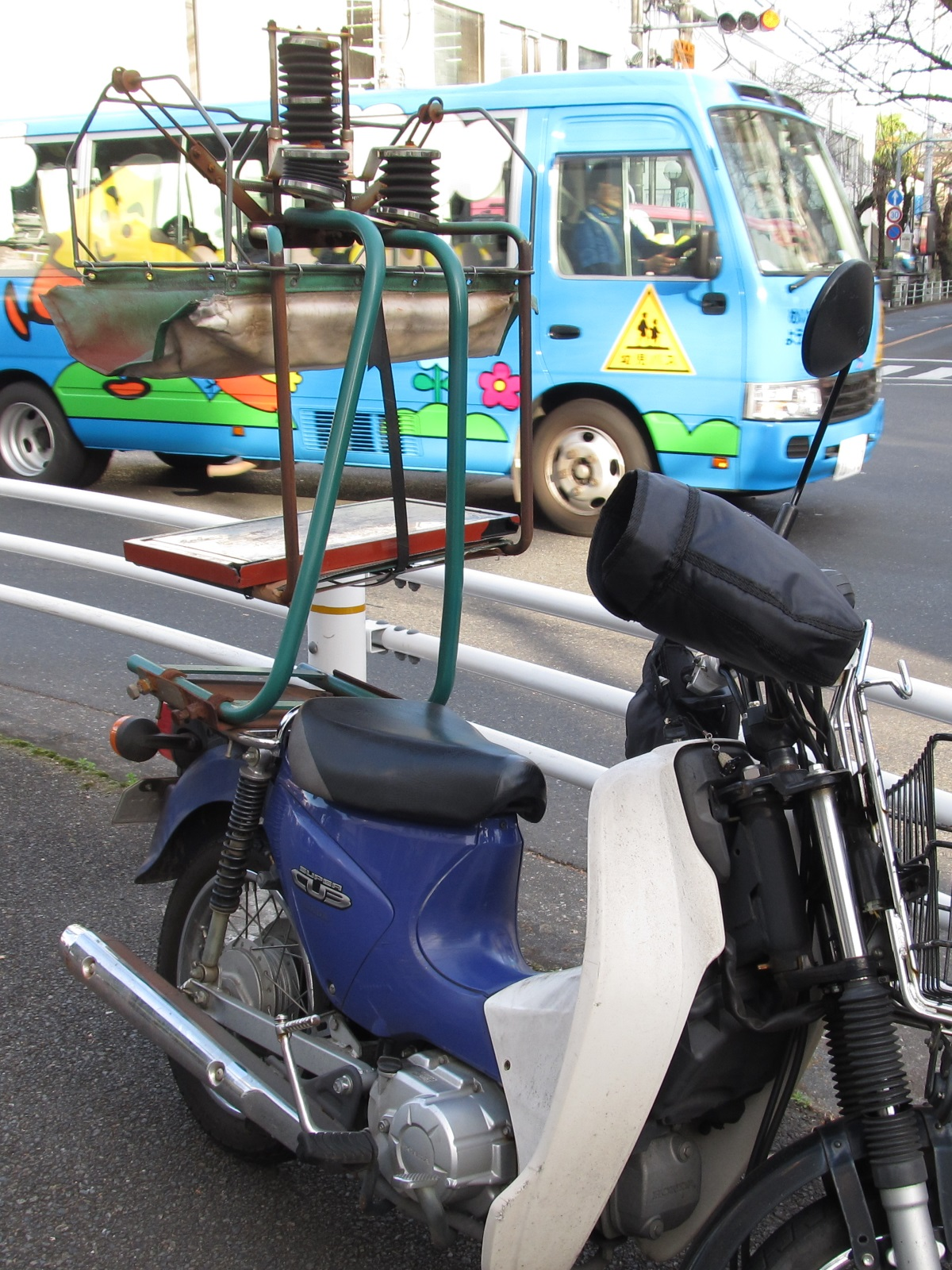
オートバイ出前機

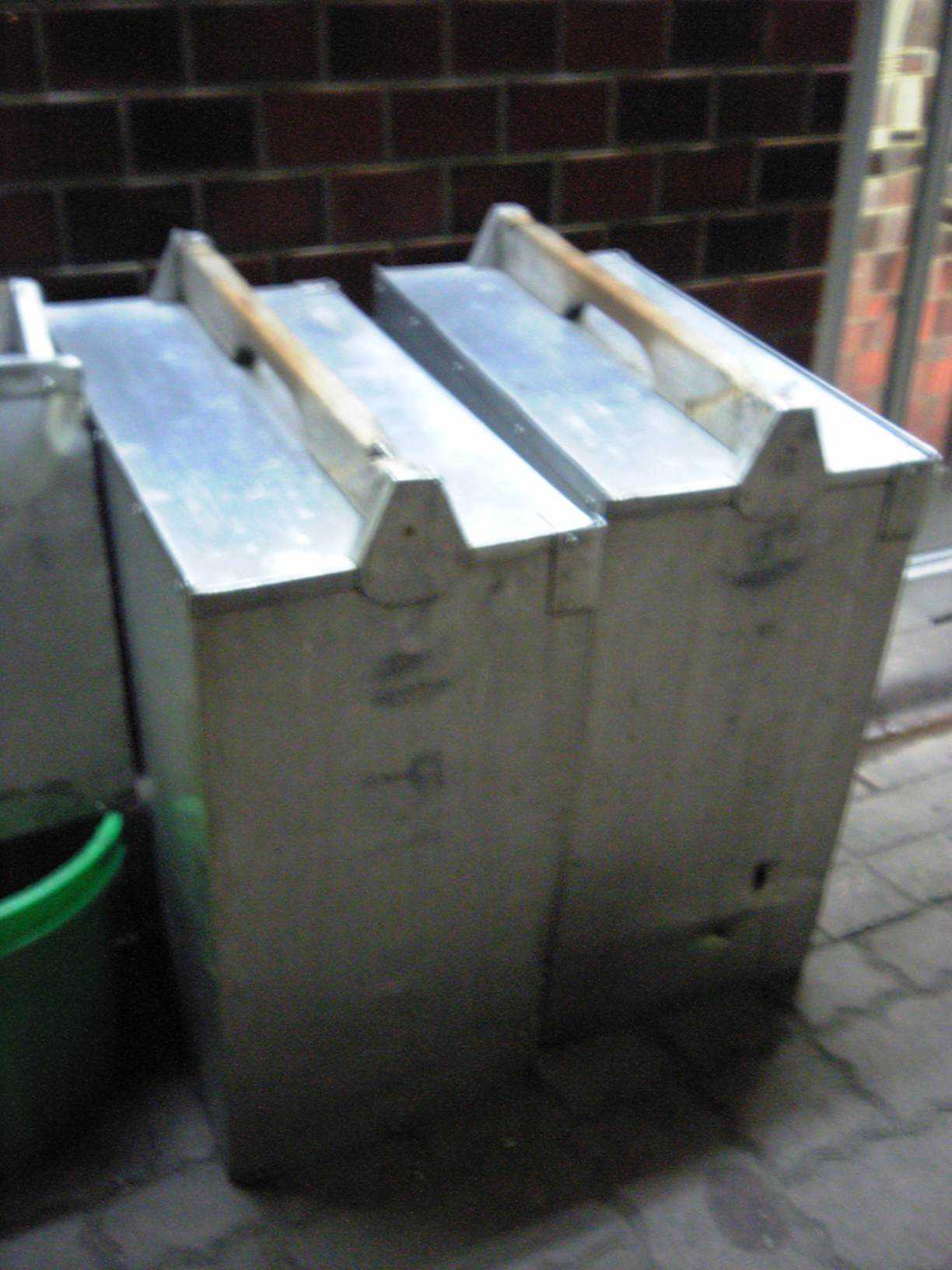
岡持ち

出前機（でまえき）とは、自転車やビジネス用オートバイに岡持ちなどを積載するための装置の通称。正式名称は出前品運搬機（でまえひんうんぱんき）。自転車・オートバイの後部荷台に加工し装備され、蕎麦屋や中華料理店等の出前に用いられる。

## 構造
基台から上方へ延びた腕から、空気ダンパーや金属バネを組み合わせたサスペンションを介して岡持ちなどを載せる台が吊られており、オートバイの走行振動がバネで緩衝される構造になっている。また積載台が腕から振り子のように自由に揺動させオートバイ走行に特有なカーブ走行時の傾きを緩衝する。積荷の対象によって岡持ち専用のものと盆を介して重ねた丼や寿司桶のほか蕎麦蒸籠をそのまま積むものとに大別される。
なお、オートバイ用に関しては基本的にはビジネスバイクのように荷台が大きいものである必要があるほか、緩衝機構は荷台が傾くことを前提にしているため、一部の後2輪の三輪オートバイのように固定式の荷台でカーブでも傾かないものであると、傾きを緩衝しきれないため不向きである。

## 歴史

### 開発史
1950年代前半（昭和20年代後半）、自転車による曲芸的な蕎麦屋の出前は都市部を中心に随所で見られた。それは、一方の肩に見上げるほど高く積み重ねた蕎麦の蒸籠を担いだまま、もう一方の空いた手で片手運転走行する、壮観ではあるものの危険極まる行為であった。また、「蒸籠かつぎ」ほどでなくとも、料理を入れた岡持ちを片方の手でぶら下げての自転車片手運転は出前で多々見られる光景であった。1958年に発表されたホンダ・スーパーカブは自動遠心クラッチとロータリー式変速機構により左手のクラッチレバーを廃止、ウインカースイッチを右手側に上下動作式のスイッチとして纏めるなど「片手運転が前提」の設計となっていた。これは本田宗一郎が示した「蕎麦屋の出前持ちが片手で運転できるようにせよ」という条件に応えたものであった。
このような配慮があっても片手の時点で不安定となるため、当然ながら交通量の増加につれて重大事故も多発するようになっていた。
それに心を痛めた東京都のとある蕎麦店主が「出前の機械化」を着想し、素人ながら図面を引き、失敗と試行錯誤を繰り返しながら実用化に成功した。1959年（昭和34年）頃には3段まで積めるものを完成させ、特許を取得した。東京中に普及するまで3年かからなかったという。

### オリンピック聖火と出前機
1964年（昭和39年）の東京オリンピックでは日本国内を4コースに分けて聖火リレーが行われた。しかし、リレーの本番の前に道中で雨風や進路妨害の下で聖火が消されることを想定し、大切な聖火を秘めた予備のランプをランナーの追走車に搭載することになった。ところが、当時の日本の道路状況は不整地が多く、道路舗装率わずか4パーセントという酷いものであり、地面の凹凸のショックや急ブレーキによって火が途中で消えてしまう事態が懸念された。
そこで、どんな傾斜や振動でもランプの灯が揺れたり消えたりしないようにするため、出前機の機構を事前にテストした末に採用した。乗用車の後席にランプを搭載した出前機が取り付けられ、日本全国7,000キロのリレーに伴走した。
10月10日のオリンピック開会式当時でもランプに異常はなく、ランナーも順調に聖火を運んだ。先の開発者である蕎麦店主も開会式に出席し、聖火点火の瞬間、大いに感激したという。使用された出前機は旧国立霞ヶ丘競技場陸上競技場内に併設されていた秩父宮スポーツ博物館に聖火ランプとともに保存されていた。

## 主要メーカー
- 株式会社マルシン[注 3]
- 株式会社エビス麺機製作所[注 4]

## 組み合わされる主な車種
- ホンダ
  - スーパーカブ
  - トピック
  - ベンリィ (スクーター)
  - ジャイロ X
  - ジャイロ キャノピー
- ヤマハ
  - メイト
  - ギア
- スズキ
  - スーパーフリー
  - バーディー